# Ursula Hirschmann
Ursula Hirschmann, née à Berlin le 2 septembre 1913 et morte à Rome le 8 janvier 1991, est une femme politique social-démocrate et antifasciste allemande et une militante du fédéralisme européen. Elle a été l'épouse d'Eugenio Colorni, jusqu'à sa mort, puis d'Altiero Spinelli. Son engagement pour la diffusion du Manifeste de Ventotene à Rome et à Milan a été très important pendant la période au cours de laquelle ses auteurs étaient exilés à Ventotene. Elle s'est engagée personnellement dans la formation du Mouvement Fédéraliste Européen et a fondé à Bruxelles l'association Femmes pour l'Europe. Elle est la mère de la journaliste et parlementaire italienne Barbara Spinelli.

## Biographie
Fille de Carl Hirschmann et Edwige Marcuse, Ursula Hirschmann est issue d'une famille de la bourgeoisie juive de Berlin. À partir de 1932 elle étudie l'économie à l'université Humboldt de Berlin, de concert avec son frère Albert O. Hirschman. La même année, elle rejoint l'organisation de jeunesse du parti social-démocrate et participe à la résistance face à la montée du nazisme.
À l'été 1933, elle quitte l'Allemagne pour des raisons politiques et rejoint son frère en France et s'installe à Paris, où ils retrouvent Eugenio Colorni, qu'elle a connu à Berlin. Elle y fréquente des groupe d'exilés allemands et se rapproche de groupes communistes.
En 1935, Ursula s'installe en Italie, à Trieste, où vit Colorni, et où elle reprend des études de littérature allemande. Ursula et Colorni se marient à Trieste en 1935 et s'engagent dans l'action clandestine contre le fascisme. En 1937, naît leur première fille, Silvia, puis les années suivantes, Renata et Eva (qui épouse en 1973 l'économiste indien Amartya Sen).
Colorni, arrêté en 1938, est exilé à Ventotene ; Ursula le suit en 1939. Ne faisant pas l'objet des mêmes mesures restrictives que les autres exilés, elle peut rejoindre le continent où elle diffuse le célèbre Manifeste de Ventotene.
Après avoir rejoint Colorni à Melfi, où il est transféré en 1941 sur l'intervention de Giovanni Gentile, Ursula continue d'entretenir une relation avec les fédéralistes restés sur l'île. Les 27 et 28 août 1943, elle participe à Milan à la réunion de fondation du Mouvement Fédéraliste Européen et collabore à la préparation et à la diffusion du journal clandestin L'Unità Europea.
Après la mort de son mari, assassiné en mai 1944 par les fascistes de la bande Koch, elle rejoint Altiero Spinelli, qu'elle avait rencontré pour la première fois à Ventotene, et s'installe avec lui en Suisse où naît Diana, la première de leurs trois filles. Après la guerre, Altiero et Ursula s'établissent à Rome, où naissent Barbara en 1946, puis Sara en 1955.
En 1975, elle fonde l'association Femmes pour l'Europe à Bruxelles,. Dans les premiers jours de décembre de la même année, elle est frappée par une hémorragie cérébrale dont elle ne se remet pas complètement. Elle continue néanmoins de seconder Spinelli dans ses activités au Parlement européen jusqu'à la mort de ce dernier, en 1986.
Morte en 1991, elle est enterrée au cimetière anglais de Rome.

## Reconaissance
Un square est nommé en son nom à Forbach.